# Festival du livre et de la bande dessinée
Pour les articles homonymes, voir Festival de la bande dessinée.

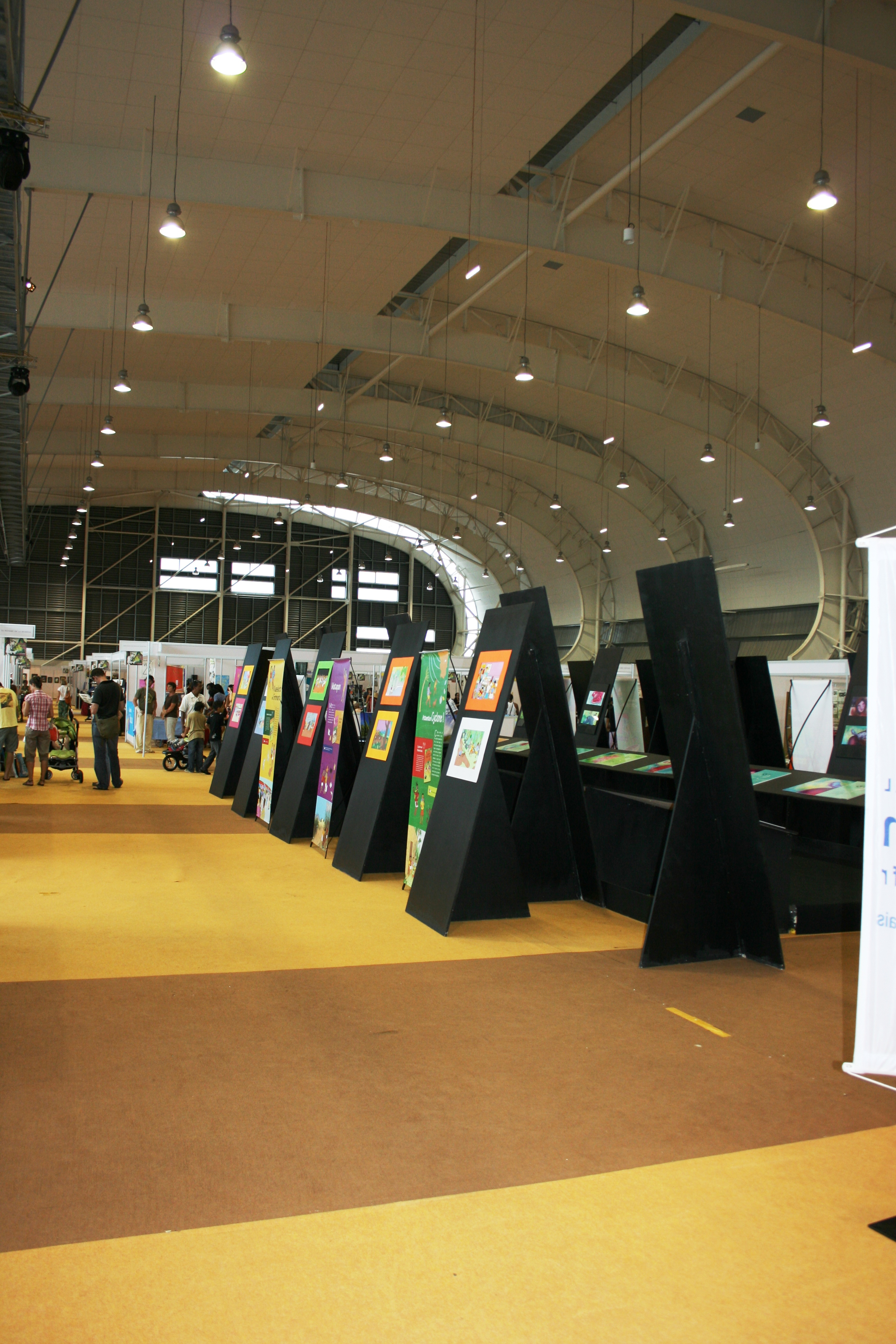
Vue d'une allée du Parc des expositions et des congrès de Saint-Denis au VIe Festival du livre et de la bande dessinée, en 2009 à Saint-Denis.

Le Festival du livre et de la bande dessinée est un festival de l'île de La Réunion, département d'outre-mer français dans le sud-ouest de l'océan Indien. Il est issu de la fusion de deux manifestations, l'une consacrée à la bande dessinée, Cyclone BD, et l'autre à la littérature d'enfance et de jeunesse. Il s'ouvre, à partir de 2009, à l'édition plus traditionnelle.